# Värmekraftverk

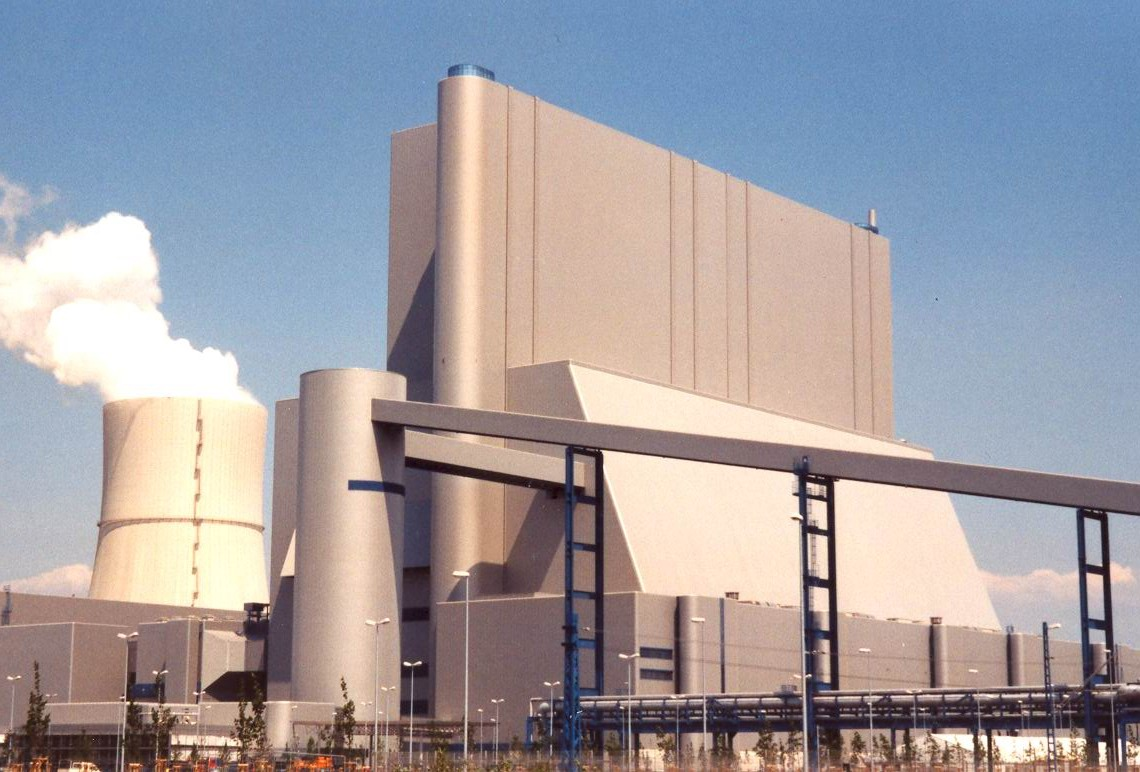
Schwarze Pumpe, tyskt kolkraftverk.

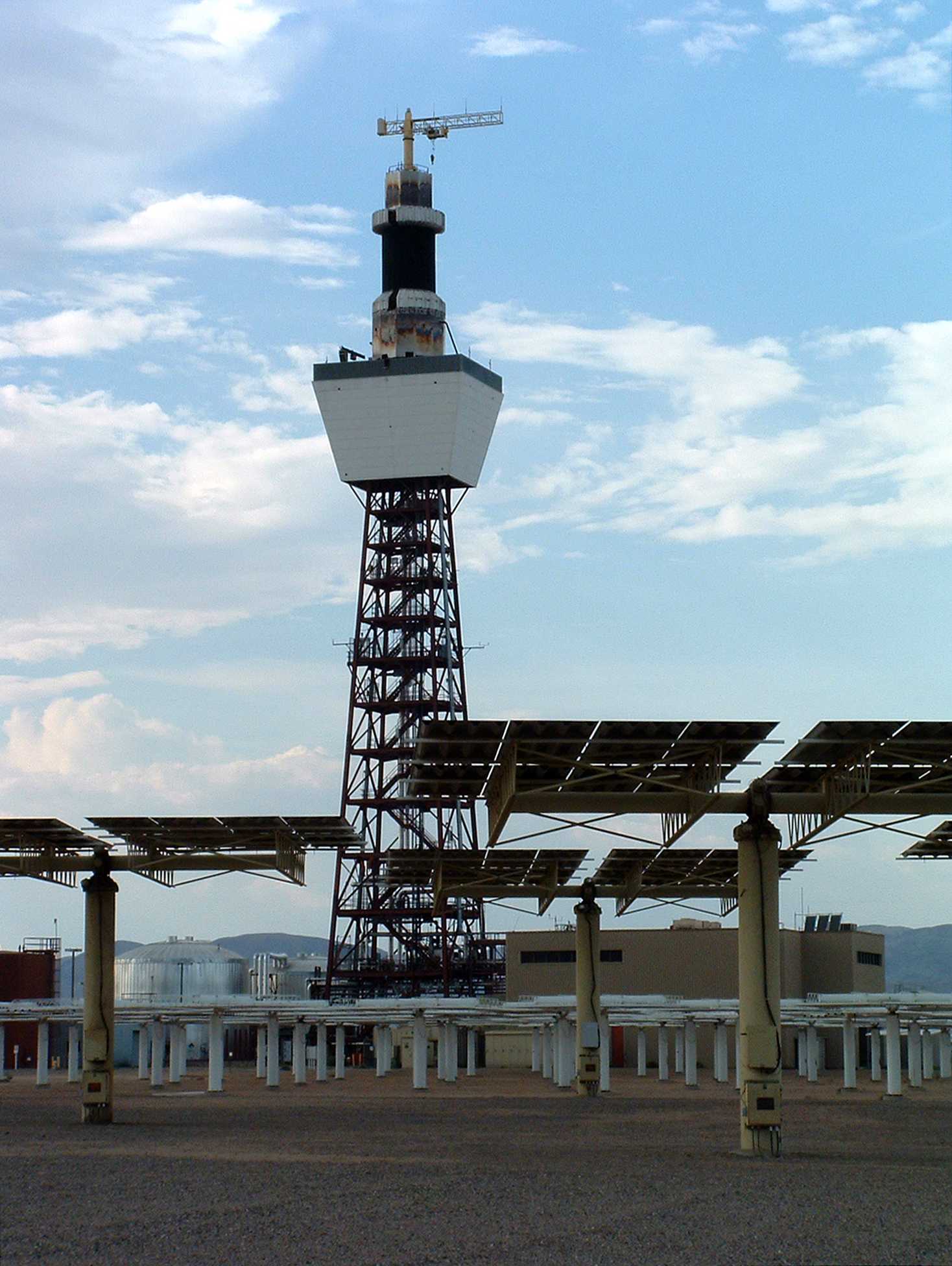
Termiskt solkraftverk

Värmekraftverk är ett samlande begrepp för de kraftverk som använder värme för att producera elektrisk energi. Stora värmekraftverk är oftast så kallade kondenskraftverk. Ett kondenskraftverk producerar enbart el medan ett kraftvärmeverk också tar tillvara överbliven värme, till exempel som fjärrvärme.[källa behövs]

## Tekniken
Den vanligaste modellen är att man genom förbränning av ett bränsle, exempelvis kol, trä eller brännbart avfall, producerar ånga som driver en ångturbin. I en gasturbin låter man istället förbränningsgaserna driva turbinen. Dessa två kan även kombineras i ett kombikraftverk. Ytterligare en variant är dieselkraftverk.
Förutom förbränning av fossila bränslen och biobränslen hör även fission, i kärnkraftverk, och solenergi, i termiska solkraftverk, till de värmekällor som används.